# Wiaczesław Mienżynski

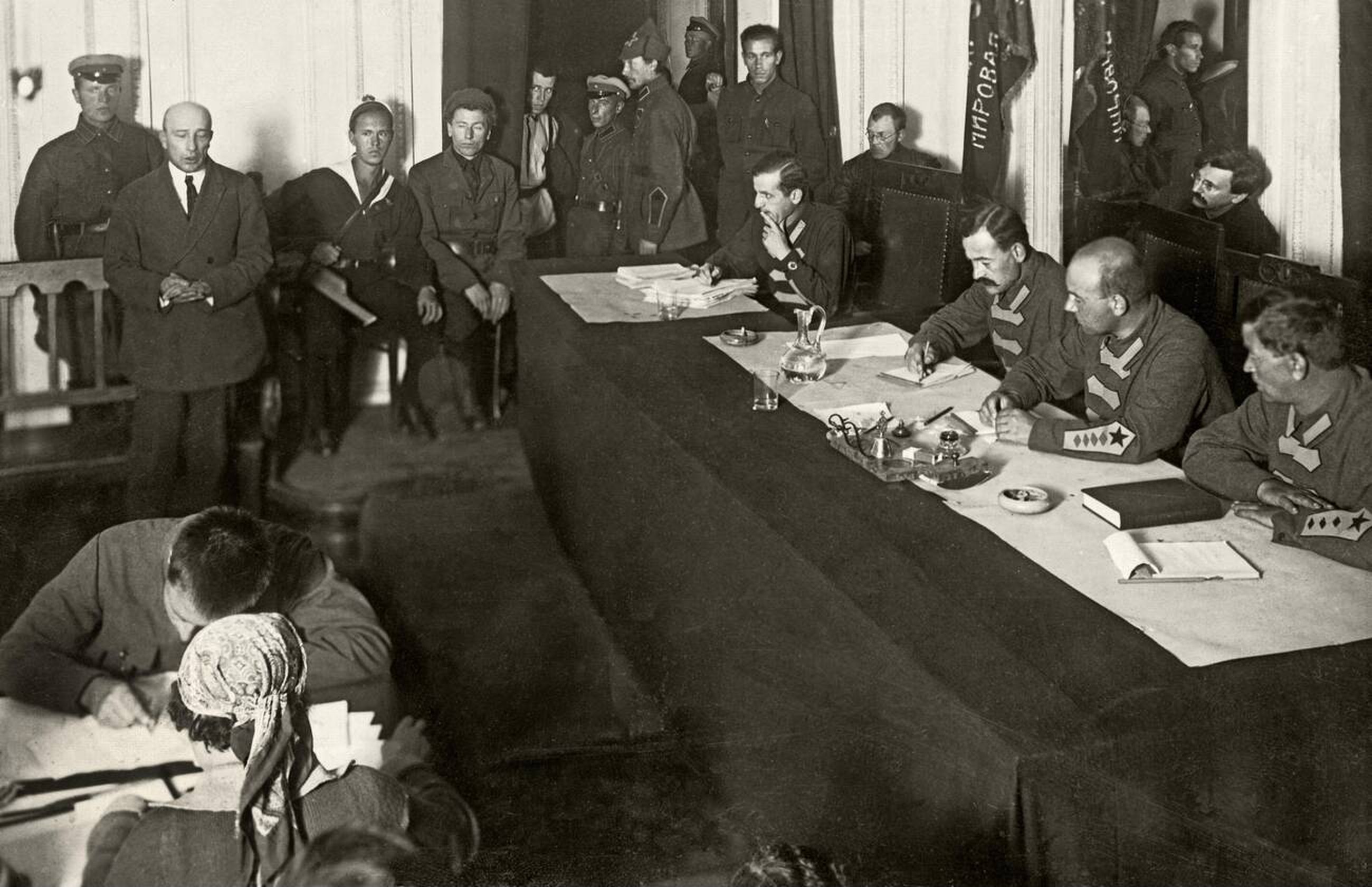
Borys Sawinkow (z lewej) na procesie pokazowym w Moskwie, sierpień 1924. Z prawej, pod ścianą siedzi Wiaczesław Mienżynski, szef OGPU. Sądowi przewodniczy Wasilij Ulrich

Wiaczesław (Wiesław) Rudolfowicz Mienżynski (Menżyński/Mężyński, ros. Вячеслав Рудольфович Менжинский, ur. 19 sierpnia?/31 sierpnia 1874 w Petersburgu, zm. 10 maja 1934 w Gorkach pod Moskwą) – wysoki funkcjonariusz sowieckiej policji politycznej i bezpieczeństwa, zastępca szefa CzeKa Feliksa Dzierżyńskiego, szef Zjednoczonego Państwowego Zarządu Politycznego OGPU w latach 1926–1934. Z pochodzenia Polak.

## Życiorys
Urodzony ze strony ojca w rodzinie szlacheckiej polskiego pochodzenia, wyznania katolickiego, a ze strony matki (Maria Szakiejewa, córka inspektora Szkoły Kawaleryjskich Junkrów) – pochodzenia rosyjskiego. Jego ojciec Rudolf Menżyński (ur. 1838, zm. po 1914) był wykładowcą historii m.in. w elitarnym petersburskim Korpusie Paziów, miał, prócz Wiesława, jeszcze czwórkę dzieci: Aleksandra, Annę, Ludmiłę i Wierę (dwie ostatnie były również związane z ruchem rewolucyjnym).
Według historyka Pawła Wieczorkiewicza był Żydem, chociaż przez samych Rosjan traktowany był jako Polak, gdyż posługiwał się na co dzień językiem polskim, podobnie jak inni Żydzi z Kongresówki. 
Wiaczesław ukończył prawo na Uniwersytecie Petersburskim. W ruchu rewolucyjnym od 1895 roku, od 1902 członek SDPRR, po rewolucji 1905 roku udał się na emigrację (1907-1917). Znany był ze swych zdolności lingwistycznych (władał 12 językami, w tym chińskim i japońskim). Brał udział w rewolucji październikowej w Piotrogrodzie.
Po zwycięstwie bolszewików był najpierw zastępcą, a następnie krótko ludowym komisarzem finansów w 1918 roku (nie potrafił uporać się z zadaniami, a jego jedyną kwalifikacją była krótkotrwała praca w banku Crédit Lyonnais w czasie pobytu we Francji). Został konsulem w Berlinie, przeniesiony do WCzeKa (Czeka) w 1919 roku. Od 1923 był pierwszym zastępcą szefa OGPU Feliksa Dzierżyńskiego, a po jego śmierci w 1926 roku objął kierownictwo. Jego kandydaturę na to stanowisko wysunął, jeszcze za życia, sam Dzierżyński.
Potrafił czasem sprzeciwić się Stalinowi, m.in. w sprawie szachtyńskiej (18 maja – 15 sierpnia 1928).
Często chorował (na zwyrodnienie kręgosłupa) i większość czasu spędzał w odosobnieniu, jednak kierownictwo tajnej policji sprawował aż do swej śmierci. Zmarł prawdopodobnie na atak serca, niemniej jego śmierć została w czasie III procesu moskiewskiego (1938) przypisana Gienrichowi Jagodzie, pierwszemu zastępcy Mienżynskiego w OGPU i następcy w sprawowaniu funkcji po jego śmierci. Wersję o otruciu Mienżynskiego przez Jagodę podtrzymywał po latach wieloletni funkcjonariusz policji politycznej i wywiadu zagranicznego ZSRR Paweł Sudopłatow.